# یوان ماتسوهاشی
یوان ماتسوهاشی (ژاپنی: 松橋 優安؛ زادهٔ ۲۷ اکتبر ۲۰۰۱) یک بازیکن فوتبال اهل ژاپن است.
از باشگاه‌هایی که در آن بازی کرده‌است می‌توان به باشگاه فوتبال توکیو وردی اشاره کرد.